# 飛翔的魔女
《飛翔的魔女》是石塚千尋創作的日本漫畫作品，由講談社出版，於2012年8月9日發售的《別冊少年Magazine》2012年9月號開始連載。

## 故事簡介
來自神奈川縣橫濱市的見習魔女「木幡真琴」是位年僅15歲的少女，為了遵循新人魔女修練的傳統，她帶著黑貓使魔「千戶」來到位於青森縣弘前市的表兄妹「圭」和「千夏」家中寄宿，展開充滿驚喜的魔女日常。

## 登場人物

### 主要人物
木幡真琴（聲：篠田南）
生日2月22日，血液O型，身高160cm。
魔女，高中一年級，和阿圭同班。活潑、充滿好奇心、有點天然，嚴重路癡，有時會在阿圭家中迷路。老家在横滨市，目前為魔女的傳統而寄住在青森县遠房親戚家，並學習各種魔女的工作。喜歡吃美食，阿圭每次推薦一些沒吃過的料理時會很興奮。在原本為阿圭奶奶生前耕作的田種菜。靈力屬性為「闇」。
千戶（聲：茅野愛衣）
黑貓，真琴的使魔。活了17年（相當於人類的84歲）。聽得懂人話，喜歡進行小冒險，愛捉弄狗。
倉本千夏（聲：鈴木繪理）
生日8月8日，血液O型，身高127cm。
圭的妹妹，真琴的堂妹，茜的弟子。個性天真活潑的少女。一開始有點害怕真琴，跟真琴養的貓奇多處得不錯。喜歡真琴做的魔女長袍。不喜歡吃野菜。被帶來春天的使者的長相嚇到，以為是壞人，之後了解原因，帶來春天的使者則送一盆牽牛花給千夏作為賠禮。現在正作為實習魔女修業中。
倉本圭（聲：菅原慎介）
生日2月2日，血液O型，身高175cm。
真琴同年紀的堂兄，真琴都稱其為“阿圭”。個性穩重，十分可靠，講話有條理，做事時會先列出一些注意事項。不放心讓真琴自己出門。非常擅長料理、園藝。每年會固定幾天和千夏去山上採野菜。害怕鬼，有一次進鬼屋時全程不敢看，緊抓著真琴不放。不相信許願。平時會看電影。試圖在學校創立電影研究社。
木幡茜（聲：葵井歌菜）
生日5月1日，血液A型，身高170cm。
魔女，真琴的姊姊，古銅色肌膚、白色頭髮為其特色。喜歡別人的八卦。有時會犯蠢。是個非常優秀的魔女，在魔女界算是有名。喜歡到處旅行流浪，目前因為告一段落，也借住到阿圭家，順便教導妹妹一些魔術。因為千夏想成為魔女而成為師傅，決定讓千夏先從見習魔女開始。有過將整座山變成沙子吹跑的經歷，所以有著「移山的魔女」的稱號。靈力屬性為「光」。
珍妮（聲：佐倉綾音）
白貓。茜的使魔。興趣是研究人類學、考古學。性格很平靜。
石渡那央（聲：三上枝織）
生日12月21日，血液A型，身高162cm。
真琴的同班同學，與圭從中學時代開始就是同學。家是經營酒鋪，會幫忙送貨以賺取零用錢。喜歡番茄，討厭青蛙。真琴原本在野外發現稀有的植物風茄想送給她，但因為風茄十分怪異而拒絕。

### 倉本家
倉本奈奈（聲：井上喜久子）
圭與千夏的母親，為繪本作家。善於掌握年輕人的風格，對大多事物不感到動搖。
倉本啟司（聲：小形滿）
圭與千夏的父親，為務農人、類似奈奈的寬容性格。操一口濃濃的津輕方言，與真琴和茜溝通需要透過圭和千夏的翻譯。

### 魔女
犬養（聲：日野麻里）
生日10月2日，血液B型，身高170cm。
魔女，茜的朋友，秋田縣出身。因酒醉誤食茜做的魔法藥而變得像狗（秋田犬），唯有晚上才能恢復成原樣。曾經長期設占卜小攤來等待木幡茜，但結果等到了她的妹妹真琴，之後還是找到了茜並在其提醒後想起是自己喝醉誤食導致。長相是阿圭喜歡的類型。因白天為狗的樣子而改上大學夜間部。后来得到了能完全恢复的解药，但是由于迁就姨甥的喜好而没有完全使用，只是需要时稀释使用来临时恢复原样。
艾爾（聲：小澤亞李）
倉鼠。犬養的使魔。
椎名杏子（聲：井口裕香）
生日7月1日，血液AB型，身高150cm。
魔女，初中生。是普通人無法進入的咖啡廳店主的女兒。與母親和幽靈小姐一起做招待。喜歡研究考古，看見古老建築物之類的東西就會興奮起來。使魔為一隻叫奧羅爾（歐洛魯）的貓頭鷹。家族有灵能体质，能使用供幽灵使用的传送通道，所以通过这种方式在横滨市就学。
奧羅爾（歐洛魯）
貓頭鷹。杏子的使魔。有在做幫各種對象找尋住處的房地產。
秋良
魔女協會的一員，負責分配物資，照顧魔女，是負責犬養和真琴的魔女。特徵是短髮、騎重型機車。不太擅长整理，承载物资的包裹和办公室的物品都是胡乱堆放的。
鹿角小夜
學校裡的二年級前輩，因為奇多和肯尼跑進學校裡使用了校內廣播而跑來警告真琴注意。外在总是严肃高冷，但在即时聊天中会使用大量颜文字。很害怕蟲子。靈力屬性為「風」。
布巴
烏鴉。小夜的使魔。
李
中國的魔女，擅長調製魔法藥。因為有著會使世界的經濟混亂的技術，所以被魔女協會下令限制了魔法藥的製作。經營餐廳「海鷗飯店」。進行魔女業務時需要說出密語「來一道苦的菜式」，在中國也只有少數魔女知道。
雪莉・佛羅倫斯
來自美國的魔女，魔法植物學家，為了調查真琴培養出的曼德拉草而來到日本。
星野未心
真琴故鄉橫濱的朋友和競爭對手。 擅長的魔法是複製魔法，能產生一個跟本尊一樣的物體，製作的複製物在人類觸摸時會融化，通過使魔可以從內部操縱。靈力屬性為「金」。
在沖繩的宮古島進行修行。
坎迪拉
黃鼠狼。未心的使魔。
二瓶巴
在橫濱給真琴和未心委託工作的魔女。有著「衣之魔女」的稱號。在巢鴨開著一間魔法布料專賣店。武鬥派的魔女，能像手腳一樣操控繃帶和布匹。
敏敏
蛇。巴的使魔。可以變身成人形。

### 咖啡廳 Conclusio
杏子母親（聲：早水理沙）
咖啡廳「孔庫魯西歐（Conclusio）」的店主，不拘小節的強大魔女。為了營造與「彼岸」交流的場所對咖啡廳施加魔法，普通人從外觀看來只是廢墟。
小雛（聲：金元壽子）
生日6月24日，血液A型，身高164cm。
幽靈，明治39年（1906年）出生，生前是护士，因被病人的传染病感染而病死。是咖啡廳裡的服務生，也會做甜點。因容易害羞而把自己隱形，僅用紙條和客人聯絡。阿圭一開始很害怕她。因真琴做的魔法陣而現出原形。

### 魔女世界的相關角色
帶來春天的使者（聲：櫻井孝宏）
又稱運貨人。十分高大，有一張貓頭鷹的臉。工作是送走冬天運來春天，會向魔女討風茄作为報酬。
帶來夏天的使者
又稱運貨人。本體是類似龍人形態，偽裝人類時是金髮外國人。工作是需要在夏季（七月）之前挖除掉會招來冬天的植物「冬之根」，但因為睡過頭而造成氣候異常導致降雪。
帶來秋天的使者
又稱運貨人。帶著黑色尖錐帽、面具並著和服的女性。身邊跟著一隻叼著卷軸的巨大犬類。工作是讓土地神進入冬天的種子確保發芽，以此迎來冬天。若工作失敗的話，全球的火山會同時爆發，因此工作前總會泡溫泉放鬆身心。
送報人
全身漆黑身材高大的郵差，會將魔女世界的報紙送到「早上有魔女等著的玄關」。
濱邊
真琴和犬養在海邊遇見的濱邊兔，為了提醒兩人海灘的使用規定而出現。之後跟著真琴一起回到了倉本家，並在跟千夏遊玩後成為了朋友。送了一颗牙齿给千夏，之后牙齿吸收魔力，析出并重新吸收到一枚戒指上，成为千夏的魔法道具。在通过魔法分社的使魔登记成为千夏的使魔后能说话并且被其他人听懂。
水波蓬（三葉艾草）
年齡5歲的男孩子，喜歡的食物是艾蒿年糕，因為母親臨時有事而被魔女協會委託給真琴負責照顧。是一名雨師，是在梅雨季節時負責降雨的神明。因為年紀小，感到不安時會控制不住能力導致下雨。
江丹雲佑介
靈力的研究者，像是個瘋狂科學家一樣的人，發明常常動不動就爆炸。是判定九行的權威，會觀測受試者的行動得出數據，再用數據打造適合檢測的道具，最後再使用道具判定九行。靈力屬性為「金」。
泰洛斯
金屬類生命體。江丹雲的使魔。外表像機器人，平時會偽裝成人類。出生在機械科學技術發達的異世界「戈爾多魯多（Gorutoruto）」。
岡田
幽靈，慶長時代出生，是直參旗本的武士。在一統國家的過程中，因為身患重病去世，享年41歲。由於生於戰亂時期，死時靈魂十分疲憊，經過400年的調養才終於恢復。本想轉世投胎，但為了熟悉400年時代的變化，所以現在作為幽靈在現世遊歷。對雛一見鍾情。
曼、德、拉
因為真琴的魔法而擁有極高智能的三株曼德拉草，有著類似於小動物的行為模式。智力水平有逐漸提高的跡象，根據雪莉所言這是真琴的魔法加速了曼德拉草的基因變化所造成的結果。曼、德、拉把真琴當成神一般崇拜。
戈登
骷髏族，負責掌管空間，因為生病失去對力量的控制，身體不斷巨大化，為了治療向真琴求助。來自「捷姆諾塔爾（チェムノタール）」。
壇小吉
西藏「火守之門」的看守人，是一個話多的酒罈。

### 其他
美和
犬養的姐姐，30多歲，跟茜認識，也是魔女。
龍
美和的兒子，跟犬養特別親近，喜歡犬養變成狗的樣子，不認得變回人類的犬養。
大熊灯花
RBA青森電台的記者兼廣播員，為了調查在弘前市發生的各種怪異現象而前來採訪，但总是被脫兔法則妨礙而失敗。
愛野
主角的同班同學，排球部部員。
白瀨、立花
主角的同學，漫畫研究部部員，白瀨負責作畫、立花負責故事創作。正在一起創作殭屍排球漫畫「Volley of the dead」。
彌生
真琴故鄉橫濱的朋友，雖然氣質很像魔女，但只是一般人。
札西
茜在西藏的沙爾卡村認識的村民。

## 用語
魔女
本作主角的身份，自古以來的習俗，15歲就是成人，得一個人踏入社會。而且魔女的身分不能向外人透露。
在東北地區有很多魔女，因為自然環境佳、資源豐富，方便施展魔術，深受好評。
常帶著動物作為使魔。
從普通人變成魔女的過程非常辛苦，甚至可能斷送普通人的人生。
魔女進入森林時會異常地興奮。
使魔
魔女的搭檔，雖然身體是動物，但性質接近於人類。能聽得懂人類的語言，如果經過訓練人類也能理解他們的語言。
使魔會自動性的將魔女間的第一次會面通知魔女協會。
魔法
使用靈力引發超常現象的技術，其中使用道具施展的被稱為「魔術」。
瞬間移動系的魔法，由於魔女協會有跟各國高層徵得許可，所以可以自由使用來往不同國家。
魔女協會
負責管理魔女的組織。通常的職務有培育新人魔女、分發有關魔法的資料，以及交付魔女來自「那一側」的工作委託。通常一個新人魔女會由一個協會分派的魔女前輩來指導教育。
曼德拉草
又稱風茄，非常珍稀，散發氨的氣味，拔出時會發出巨大的聲音，一般人聽到可能會因此死亡。毒性強，但去毒能做成萬能藥，也能泡茶。
孔庫魯西歐（Conclusio）
是一間開了200年的咖啡店，店主為杏子的媽媽，她對咖啡店使用魔法隱形，故一般人看不到咖啡店，只會看到殘破的建築物。需用二禮二拍一禮（參拜神社的參拜方法）才能解除。動物或魔法相關人士能進去此咖啡店。
濱邊兔
在海濱出現的兔子型魔法生物，卡齊納人偶的一種，會保護海濱的安全。很親近人、好奇心旺盛。接近梅雨季時較容易見到。睡覺時會縮成球狀，如果在此時玩弄它會被緊緊咬住，醒來時才會鬆口。會把自己的牙齒送給合得來的同伴。
魔具
有著魔法效果的便利道具，是「魔法道具」的簡稱。能夠使用魔女協會發行的金幣購買。
魔法八音盒
有著魔法效果的音樂盒。音樂盒運作的期間，能讓周圍的人無法聽見我方談話的內容。
可視化軟膏
魔女協會販賣的道具之一，售價金幣一枚。使用時塗在眼瞼上，能夠發現隱藏自己身形的擬態生物。
三界錢
用來判定九行的道具之一。把印有「眼睛」、「手」、「太陽」的硬幣用手指夾住，瞄準腳下的沙盒丟落，根據三枚硬幣落下的方式可以判定受試者的九行屬性。
影子杯
用影子做成的杯子，可以提升酒的風味。
咒織布
使用魔法編織成的布料，具有特殊的法術效果。
脫兔法則
很久以前魔女協會設置的機制，一般人越是想要調查跟魔女相關的情報，就會受到越多阻礙。
因為效果隨著時間變得比以前鬆散，所以協會正在商議是否向一般人公開魔女的存在。
靈力（mana）
使用魔法時使用的力量，會從世間萬物之中產生。
九行
靈力的種類，總共分成火、水、木、風、土、金、光、闇、靈這九種。
每個人所擅長的靈力領域都不同，據說人的個性也會受擅長的靈力系統影響。
個人擁有的擅長屬性概率：火：1/6、水：1/6、木：1/6、風：1/6、土：1/6、金：1/6、光：1/10000、闇：1/20000、靈：1/100000。

## 出版書籍
| 冊數 | 講談社        | 講談社                                        | 東立出版社     | 東立出版社             |
| 冊數 | 發售日期      | ISBN                                          | 發售日期       | ISBN                   |
| ---- | ------------- | --------------------------------------------- | -------------- | ---------------------- |
| 1    | 2013年12月9日 | ISBN 978-4-06-394992-6                        | 2016年1月6日   | ISBN 978-986-431-191-0 |
| 2    | 2014年6月9日  | ISBN 978-4-06-395095-3                        | 2016年2月16日  | ISBN 978-986-431-192-7 |
| 3    | 2015年4月9日  | ISBN 978-4-06-395363-3                        | 2016年5月27日  | ISBN 978-986-431-480-5 |
| 4    | 2016年3月9日  | ISBN 978-4-06-395635-1                        | 2016年7月25日  | ISBN 978-986-470-248-0 |
| 5    | 2016年11月9日 | ISBN 978-4-06-395790-7                        | 2017年7月10日  | ISBN 978-986-482-343-7 |
| 6    | 2017年9月8日  | ISBN 978-4-06-510183-4                        | 2018年12月3日  | ISBN 978-986-486-864-3 |
| 7    | 2018年9月7日  | ISBN 978-4-06-512323-2                        | 2019年8月13日  | ISBN 978-957-26-2003-8 |
| 8    | 2019年8月9日  | ISBN 978-4-06-516285-9 ISBN 978-4-06-517032-8 | 2020年12月24日 | ISBN 978-957-26-4023-4 |
| 9    | 2020年6月9日  | ISBN 978-4-06-519382-2                        | 2021年5月3日   | ISBN 978-957-26-5475-0 |
| 10   | 2021年6月9日  | ISBN 978-4-06-523415-0                        | 2022年6月6日   | ISBN 978-957-26-7293-8 |
| 11   | 2022年6月9日  | ISBN 978-4-06-528167-3                        | 2023年11月9日  | ISBN 978-957-26-9745-0 |
| 12   | 2023年6月8日  | ISBN 978-4-06-531871-3                        | 2024年6月7日   | ISBN 978-626-372-533-1 |
| 13   | 2024年6月7日  | ISBN 978-4-06-535786-6                        |                |                        |
| 14   | 2025年6月9日  | ISBN 978-4-06-539743-5                        |                |                        |

## 電視動畫
2015年8月宣布製作。2016年4月至6月在日本電視台、青森放送、宮城電視台、BS日本等日本電視網和獨立局所屬的SUN電視台首播。

### 製作人員
- 原作：石塚千尋（講談社《別冊少年Magazine》連載）
- 導演：櫻美勝志
- 劇本統籌：赤尾凸
- 人物設定：安野將人
- 美術監督：奧村泰浩
- 色彩設計：安藤智美
- 攝影監督：大河內喜夫
- 製片：後藤正浩
- 音響監督：岩浪美和
- 音樂：出羽良彰（日语：出羽良彰）
- 音樂製作人：高谷楓、渡邊一博
- 製作人：稻毛弘之、桐本篤、奈良駿介、千石一成、伊藤洋平、佐佐木涉
- 動畫製作人：鈴木薰
- 動畫製作：J.C.STAFF
- 製作：「飛翔的魔女」製作委員會（日本電視台、VAP、NTVM（日语：日本テレビ音楽）、講談社、RAB青森放送）

### 主題曲
片頭曲
作詞、主唱：miwa，作曲：miwa，NAOKI-T，編曲：NAOKI-T
第1話當片尾曲使用。
片尾曲
作詞：只野菜摘，作曲：睦月周平，編曲－睦月周平、川田瑠夏，主唱：木幡真琴（篠田南）&倉本千夏（鈴木繪理）
第1話未使用。

### 各話列表
| 話數     | 中文標題 日文標題                                       | 劇本     | 分鏡                | 演出                | 作畫監督                                     | 總作畫監督        | 原作對應話數             |
| -------- | ------------------------------------------------------- | -------- | ------------------- | ------------------- | -------------------------------------------- | ----------------- | ------------------------ |
| 第一話   | 相隔六年的不可思議 6年振りの不思議                      | 赤尾凸   | 櫻美勝志            | 櫻美勝志            | 前田義宏 萩原弘光 西東圭 重松佐和子          | 安野將人          | 第1話、第2話             |
| 第二話   | 魔女的訪客 魔女への訪問者                               | 赤尾凸   | 二瓶勇一            | 高島大輔            | 中西愛 吉田優子 森七奈                       | 安野將人 藤井昌宏 | 第3話、第5話             |
| 第三話   | 田地講座與魔術講座 畑講座と魔術講座                     | 江夏由結 | 篠原正寬            | 篠原正寬            | 齋藤美香                                     | 安野將人          | 第6話、第7話             |
| 第四話   | 櫻花之中的占卜師 桜の中の占い師                         | 福田裕子 | 倉川英揚            | 倉川英揚            | 芝田千紗 德田賢朗 前田義宏 藤部生馬          | 安野將人          | 第8話、第9話             |
| 第五話   | 使魔的活用方法 使い魔の活用法                           | 赤尾凸   | 佐山聖子            | 佐山聖子            | 矢向宏志 淺川翔 上田峰子 佐野春香            | 安野將人          | 第4話、動畫原創          |
| 第六話   | 奇怪的點心 おかしなおかし                               | 福田裕子 | 二瓶勇一            | 高島大輔            | 大原大 飯飼一幸 德田夢之介                   | 安野將人          | 第10話、第11話           |
| 第七話   | 咖啡廳孔庫魯西歐 喫茶コンクルシオ                       | 江夏由結 | 篠原正寬 鈴木健太郎 | 篠原正寬 鈴木健太郎 | 山本雅章 佐藤嵩光 中西愛 前田百合子 猿渡聖加 | 安野將人          | 第12話、第13話           |
| 第八話   | 常客的叫聲 常連の鳴き声                                 | 赤尾凸   | 橋本敏一            | 橋本敏一            | 森七奈 高橋沙妃 鎌田均 猿渡聖加 富岡寬       | 安野將人          | 第14話、動畫原創         |
| 第九話   | 明天的明天就在現在 明日の明日は今にある                 | 福田裕子 | 倉川英揚            | 倉川英揚            | 德田賢朗 藤部生馬 芝田千紗 前田義宏          | 安野將人          | 第15話、第16話、動畫原創 |
| 第十話   | 與做菜不合與蜜蜂不合 料理合わずと蜂合わず               | 江夏由結 | 佐山聖子            | 佐山聖子            | 矢向宏志 淺川翔 上田峰子 齋藤美香            | 安野將人          | 第20話、第21話           |
| 第十一話 | 飛翔的鯨魚 くじら、空をとぶ                             | 福田裕子 | 二瓶勇一            | 篠原正寬            | 片岡英之 橫松雄馬                            | 安野將人          | 第17話、第18話           |
| 第十二話 | 魔女的長袍與各自精彩的生活 魔女のローブと日々は十人十色 | 赤尾凸   | 櫻美勝志            | 櫻美勝志            | 佐野春香 坂本哲也 森七奈 佐藤嵩光 高橋沙妃   | 安野將人          | 第19話、動畫原創         |

### 播放電視台
日本深夜動畫：下文記載的日本国内播放時間使用日本標準時間（UTC+9）表示。因為部分時間标识會採用30小时制，因此請留意这类超过24:00的时间，其實際播放時間為翌日清晨。
| 播放日期               | 播放時間（UTC+9）         | 播放電視台 | 播放地區   | 備註                      |
| ---------------------- | ------------------------- | ---------- | ---------- | ------------------------- |
| 2016年4月9日－6月25日  | 星期六 26時25分－26時55分 | 日本電視台 | 關東廣域圈 | 製作委員會方式參加        |
| 2016年4月13日－6月29日 | 星期三 24時30分－25時00分 | SUN電視台  | 兵庫縣     |                           |
| 2016年4月15日－7月8日  | 星期五 25時27分－25時57分 | 青森放送   | 青森縣     | 製作委員會方式參加 有重播 |
| 2016年4月19日－7月5日  | 星期二 26時30分－27時00分 | BS日視     | 日本全國   | BS放送                    |
| 2016年4月22日－7月8日  | 星期五 26時00分－26時30分 | 宮城電視台 | 宮城縣     |                           |
| 2016年6月10日－9月8日  | 星期五 25時00分－25時30分 | 日視PLUS   | 日本全國   | CS放送                    |

| 發佈日期                  | 發佈時間     | 發佈網站 | 2016年4月10日－6月26日 |
| ------------------------- | ------------ | -------- | ---------------------- |
| 星期日 23時00分－23時30分 | niconico直播 |          |                        |
| 星期日 23時30分 更新      | niconico頻道 |          |                        |

### 網路動畫
標題名為《飛翔的魔女Puchi》，內容是和正篇相關的小插曲及廣告的2分鐘宣傳短片，並收錄在BD和DVD。2016年3月19日至6月24日於YouTube和日本電視台的子公司VAP官方網站進行更新，第二話（4月1日更新）之後隔週星期五更新。2017年4月現在，發佈《飛翔的魔女Puchi》BD&DVD Vol.1發售記念篇為主題的短片。登場人物則是用二頭身加3D建模作設計，而使魔的體型在此相當於真琴的一半。

#### 製作人員
- 導演：市川量也
- 分鏡、演出：甲田菜穗
- 劇本：赤尾凸
- Puchi人物設定：關繪理奈
- 音響監督：岩浪美和
- 音樂：出羽良彰
- 動畫製作：
- 製作：VAP

#### 主題歌
片尾曲
作詞、作曲－渡邊翔／編曲－清水哲平／主唱－木幡真琴（篠田南）

### BD／DVD
| 卷數 | 發售日期       | 収錄話         | 規格編號   | 規格編號   |
| 卷數 | 發售日期       | 収錄話         | BD         | DVD        |
| ---- | -------------- | -------------- | ---------- | ---------- |
| 1    | 2016年6月22日  | 第1話～第2話   | VPXY-71444 | VPBY-14503 |
| 2    | 2016年7月20日  | 第3話～第4話   | VPXY-71445 | VPBY-14504 |
| 3    | 2016年8月24日  | 第5話～第6話   | VPXY-71446 | VPBY-14505 |
| 4    | 2016年9月21日  | 第7話～第8話   | VPXY-71447 | VPBY-14506 |
| 5    | 2016年10月19日 | 第9話～第10話  | VPXY-71448 | VPBY-14507 |
| 6    | 2016年11月23日 | 第11話～第12話 | VPXY-71449 | VPBY-14508 |
| BOX  | 2018年12月19日 | 第1話～第12話  | VPXY-71671 | －         |

## 腳註

## 外部連結
- 《飛翔的魔女》｜マガメガ　MAGAMEGA （页面存档备份，存于）（日語）
- 電視動畫《飛翔的魔女》官方網站 （页面存档备份，存于）（日語）
- 「飛翔的魔女」舞台巡禮｜公益社團法人 弘前觀光促進協會 （页面存档备份，存于）（日語）
- Twitter《飛翔的魔女》特設網站 （页面存档备份，存于）（日語）